# Swiss Open 1985
Die Swiss Open 1985 im Badminton fanden vom 15. bis zum 17. März 1985 in Zürich statt.

## Finalergebnisse
| Disziplin    | Sieger                           | Finalist                         | Ergebnis          |
| ------------ | -------------------------------- | -------------------------------- | ----------------- |
| Herreneinzel | Vitaliy Shmakov                  | Michal Malý                      | 8–15, 17–16, 15–8 |
| Dameneinzel  | Tatyana Litvinenko               | Elena Rybkina                    | 11:6, 11:9        |
| Herrendoppel | Rolf Rüsseler Volker Eiber       | Uwe Scherpen Michal Malý         | 13–15, 15:3, 15:7 |
| Damendoppel  | Tatyana Litvinenko Elena Rybkina | Birgit Schilling Susanne Altmann | 15:6, 15:3        |
| Mixed        | Vitaliy Shmakov Elena Rybkina    | Ulrich Rost Anne-Katrin Seid     | 15:6, 15:9        |